# Henry James (Geodät)
Sir Henry James (* 8. Juni 1803 in Rose-in-Vale nahe St Agnes, Cornwall, England; † 14. Juni 1877 in Southampton, Hampshire) war ein englischer Offizier und Geodät.

## Leben und Wirken
Er war der Sohn von John James of Truro und dessen Frau Jane, Tochter von John Hosken of Carines.
Er besuchte die Militärakademie in Woolwich und wurde 1825 Second Lieutenant der Royal Engineers. 1848 wurde er zum Captain, 1854 zum Lieutenant-Colonel, 1857 zum Colonel, 1868 zum Major-General und 1874 zum Lieutenant-General befördert. 1844 wurde er Direktor der geologischen Vermessung von Irland, 1846 Direktor der Admiralitätsarbeiten in Portsmouth, 1852 Chef des Ordnance Survey des Vereinigten Königreichs und 1857 Leiter des topographischen und statistischen Departements des Kriegsministeriums. Letzteren Posten gab er 1870 auf.
Er schrieb folgende Werke:
- Notice of the arrangements which have been made for taking meteorological observations at the principal foreign stations of the Royal Engineers (London 1851);
- Ordnance trigonometrical survey of Ireland (London 1858);
- Abstract of the principal lines of spirit levelling in England and Wales (London 1861);
- Account of the principal triangulation of the United Kingdom (London 1864);
- Record of the expedition to Abyssinia (London 1870).

Mit Hilfe des in der Ordnance Survey entwickelten photozinkographischen Prozesses stellte er ein Faksimile des ganzen Doomesday-book (32 Bde.), Facsimiles of national manuscripts of William the Conqueror to Queen Anne, Facsimiles of national manuscripts of Scotland (1867) and of Ireland (Dublin 1874) her.
Er heiratete Anne Watson, Tochter des Major-General Edward Watson.

## Ehrungen
James war Mitglied in der Geological Society of London. 1848 wurde er als Fellow in die Royal Society aufgenommen. 1860 wurde er zum Knight Bachelor geschlagen und 1863 mit dem spanischen Orden de Isabel la Católica ausgezeichnet.